# Кругляк Станіслав Аркадійович
Кругля́к Станісла́в Арка́дійович (1 травня 1941, с. Петраківка Катеринопільського району, нині Черкаська область — 19 січня 2014, Київ) — український математик, доктор фізико-математичних наук, професор.
Наукові дослідження в галузях теорії зображень груп, асоціативних алгебр і категорій над полями. Довів дикість задачі класифікації пар комутуючих операторів; отримав критерій скінченності типу скінченновимірної алгебри, квадрат радикала якої дорівнює нулю; поширив техніку функціоналів Кокстера на задачу описання ортоскалярних зображень колчанів у категорії гілбертових просторів.
- 1963 — закінчив механіко-математичний факультет Київський державний університет ім. Т. Г. Шевченка.
- 1963—1966 — аспірант Інститут математики АН УРСР.
- 1966 — захистив дисертацію, став наймолодшим кандидатом наук Інституту математики.
- 1963 — 1975 — працював у Інститут математики АН УРСР
- 1975—2000 працював у КВІУС (Київському вищому інженерному училищі зв'язку, тепер Військовий інститут телекомунікацій та інформатизації
- 1987—2000 — завідуючий кафедри математики КВІУС
- 2000—2005 — доцент спец кафедри Національної академії СБУ Національна академія Служби безпеки України, Київ
- 2006 — захистив докторську дисертацію на тему «Функтори Кокстера для зображень колчанів, алгебр і категорій у гільбертових просторах».
- 2006—2014 — професор спец кафедри Інституту Служби зовнішньої розвідки України (Інститут СЗР України) [Архівовано 2 квітня 2019 у Wayback Machine.], Київ

Автор і співавтор близько 50 наукових праць та навчальних посібників.
Деякі роботи надрукувало Американське математичне товариство.